# Gustavo Guerrero
Gustavo Guerrero (Caracas, 10 de marzo de 1957) es un escritor, poeta y editor venezolano. En 2008 fue galardonado con el Premio Anagrama por su ensayo Historia de un encargo: La catira de Camilo José Cela. Actualmente es profesor de literatura y cultura hispanoamericanas contemporáneas en la Universidad de Cergy-Pontoise y en el Instituto de Estudios Políticos de Saint-Germain-en-Laye. Paralelamente se desempeña como consejero literario de la casa Gallimard para el área iberoamericana.

## Biografía
Nacido en Caracas, en 1957 se graduó de abogado en la Universidad Católica Andrés Bello. Entre 1979 y 1983 trabajó en la Procuraduría General de la República. Desde 1976 hasta 1980, formó parte del taller literario de la Universidad Simón Bolívar: «La Gaveta Ilustrada», dirigido por el poeta Juan Calzadilla. También fue miembro de los talleres literarios del CELARG en 1979. Desde ese año hasta 1984, publicó artículos de crítica literaria en las páginas culturales del diario El Universal. 
Estudió letras modernas en la Universidad Sorbona Nueva - París 3 y se doctoró en historia y teoría literarias con una tesis sobre la poesía renacentista, dirigida por Gérard Genette, en la Escuela de Altos Estudios en Ciencias Sociales (EHESS) de París. Durante varios años fue cronista literario de Radio Francia Internacional. Como crítico, ha colaborado con las revistas Vuelta (México), Insula (Madrid) Cuadernos Hispanoamericanos (Madrid), Quimera (Barcelona), Diario de Poesía (Buenos Aires), Encuentro de la Cultura Cubana (Madrid) y Letras Libres (México/Madrid), entre otras. En Francia, es colaborador de la Nouvelle Revue Française. 
Editó, junto a François Wahl, las Obras completas (Madrid 1999) del cubano Severo Sarduy en la colección Archivos-Unesco. 
Ha sido asimismo responsable de la edición de los Cuentos completos (Madrid 2006) de Arturo Uslar Pietri, que se publicó en España para conmemorar el centenario del escritor venezolano, y del volumen antológico Conversación con la intemperie (2008), una muestra de la poesía venezolana del siglo XX. También editó Cuerpo plural, antología de la poesía hispanoamericana contemporánea (Valencia/ Madrid/ Buenos Aires, 2010) y, junto a Fernando Iwasaki, Les bonnes nouvelles de l’Amérique latine, anthologie de la nouvelle latino-américaine contemporaine (2010). 
Como poeta, es autor de los libros La sombra de otros sueños (Caracas, 1982) y Círculo del adiós (Madrid, 2005); como ensayista, ha publicado La estrategia neobarroca (Barcelona, 1987), Itinerarios (Caracas 1997), Teorías de la Lírica (México, 1998) –obra esta traducida al francés en la colección Poétique de la editorial Seuil–, La religión del vacío y otros ensayos (México, 2002), finalista del Premio Bartolomé March de Crítica Literaria en Barcelona en 2003, Historia de un encargo: La catira de Camilo José Cela (2008), con la que obtuvo el XXXVI Premio Anagrama de Ensayo, y Paisajes en movimiento, literatura y cambio cultural entre dos siglos (2018). 
Ha dictado cursos y conferencias en distintas universidades europeas, latinoamericanas y estadounidenses. Fue profesor invitado del Programa de Estudios Latinoamericanos de la Universidad de Princeton en 2009 y 2010.  
En 2014 fue profesor invitado de la Universidad de Cornell y, en 2015 y en 2018, de la Universidad de Berna. Actualmente dirige el proyecto Mediación editorial, difusión y traducción de la literatura latinoamericana en Francia (MEDET LAT) en la Escuela Normal Superior de París, el cual ha obtenido el premio de la Iniciativa de Excelencia Paris-Sena. 
Es Caballero de la Orden de las Artes y Letras de la República Francesa y corresponsal en Francia de la Academia Argentina de las Letras.